# 圣吉龙-代格维沃
圣吉龙-代格维沃（法語：Saint-Girons-d'Aiguevives）是法国吉伦特省的一个市镇，属于布莱区（Blaye）和北吉伦特县（Le Nord-Gironde）。该市镇总面积11.94平方公里，2009年时的人口为945人。

## 人口
圣吉龙-代格维沃人口变化图示